# Natale Perelli
Natale Perelli (Milà, 24 de desembre de 1817 - Filadèlfia, 1867) fou un tenor i compositor italià del Romanticisme.
Estudià en el Conservatori de Milà i es dedicà a la composició dramàtica, figurant entre les seves produccions les òperes Galeotto Manfredi estrenada el 1839 a Pavia pel cantant Achille de Bassini amb molt bon èxit; Osti et non osti, estrenada a Gènova (la partitura per a piano de la qual fou publicada per la casa Ricordi), i Il contrabandiere, obra que no tingué gens d'èxit, estrenada a Torí el 1842.